# Acheilognathus longipinnis
Acheilognathus longipinnis är en fiskart som beskrevs av Regan, 1905. Acheilognathus longipinnis ingår i släktet Acheilognathus och familjen karpfiskar. IUCN kategoriserar arten globalt som sårbar. Inga underarter finns listade i Catalogue of Life.

## Bildgalleri

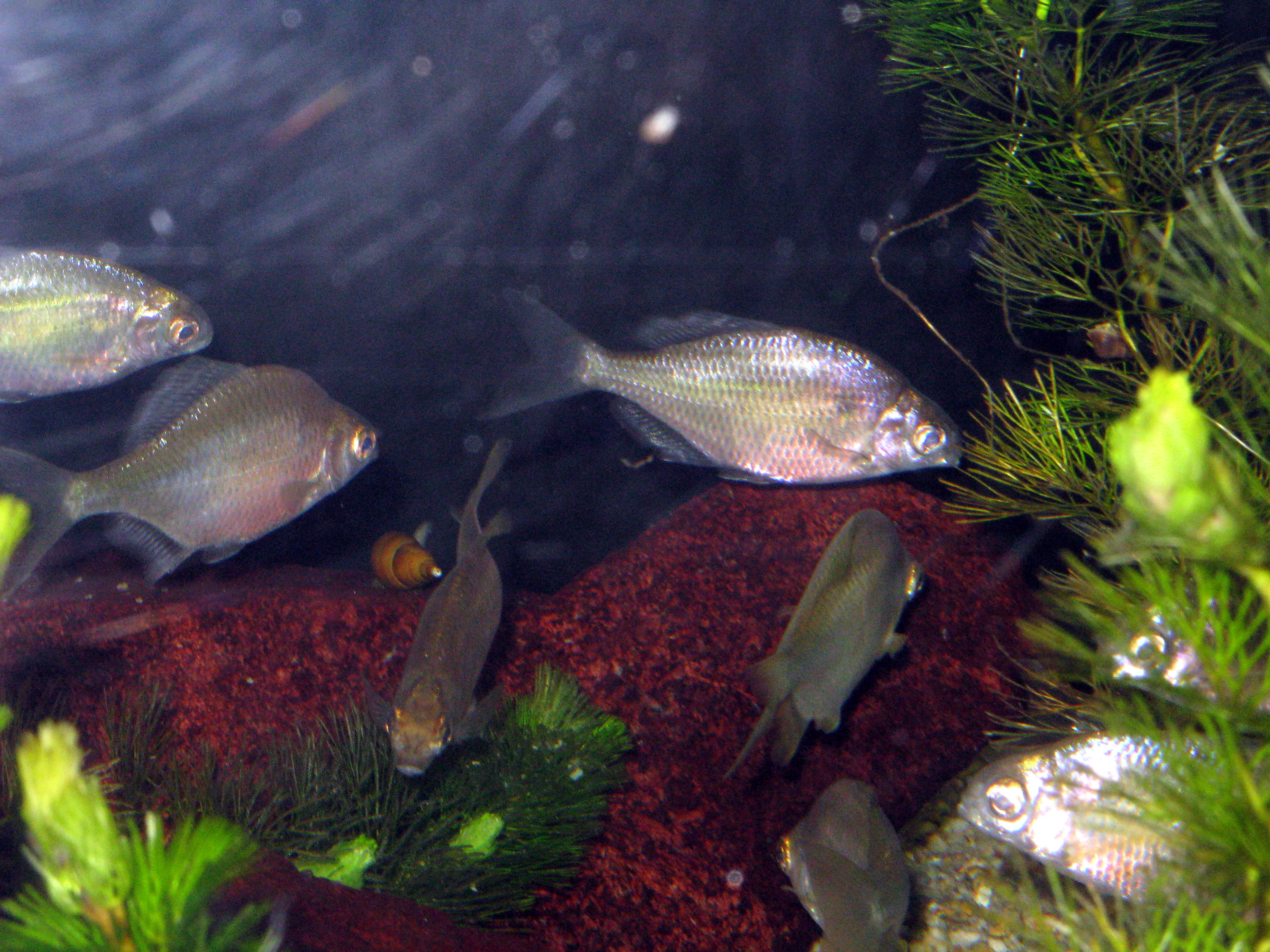